# لارنس استرن
لورنس استرن(به انگلیسی: Laurence Sterne) (زاده ۱۷۱۳ - درگذشت ۱۷۶۸) رمان‌نویس و کشیش انگلیسی-ایرلندی کلیسای انگلیکان که به خاطر رمان زندگی و عقاید آقای تریسترام شندی شناخته می‌شود. دیگر اثر مهم او سفراحساساتی از فرانسه تا ایتالیا است.
 استرن در عین‌حال موعظه‌ها و خاطرات بسیاری نوشت، در سیاست محلی درگیر بود و سرانجام در لندن بعد از سال‌ها مبارزه با بیماری سل درگذشت.

## زندگی‌نامه
لورنس استرن در ۱۷ نوامبر ۱۷۱۳ متولد شد. پدرش راجر استرن یک نظامی بود. در دهه اول زندگی لاورنس، خانواده ناچار بود به خاطر مأموریت‌های راجر مرتب از یک شهر به شهر دیگر نقل مکان کنند.
 راجر استرن در ۱۷۳۱ به جامائیکا اعزام شد در آنجا بر اثر ابتلا به تب درگذشت. پس از آن لورنس به کالج عیسی مسیح در کمبریج فرستاده شد. استرن در ژانویه ۱۷۳۷ با درجه کارشناسی هنر فارغ‌التحصیل شد و در تابستان ۱۷۴۰ هم دوباره به دانشگاه برگشت تا مدرک کارشناسی ارشد خود در رشته هنر دریافت کند.
استرن در ۱۷۳۸ به عنوان کشیش کلیسایی در جنگل یورکشایر منصوب شد. در سال ۱۹۴۱ با الیزابت ازدواج کرد که مثل خود او به بیماری سل مبتلا بود. عموی استرن عضو قدیمی و ارشد حزب سیاسی محلی ویگ بود. مطالب سیاسی که لورنس استرن در روزنامه‌ها می‌نوشت بین این دو نفر درگیری طولانی مدتی را به وجود آورد. ژاک استرن عموی لاورنس مرد متنفذی بود، معاون اسقف کلیسای کلیولند و رهبر سرایندگان صومعه یورک.
لورنس استرن ۲۰ سال در ساتون (جنگل یورکشایر) زندگی کرد و در کمبریج بین او و جان هال استیونسون نویسنده شوخ‌طبع و خوشگذران دوستی صمیمانه‌ای پدید آمد. شاید اگر رابطه صمیمانه وجودنداشت کشیش قصبه ساتون مؤدب تر بود اما آنوقت شاهکاری مثل تریسترام شندی نوشته نمی‌شد.
در سال ۱۷۵۹ کتاب اول تریسترام شندی منتشر شد. در همین سال مادر لاورنس استرن درگذشت و او به شهرت بسیاری در محافل لندن رسید. درهمین سال استرن همچنین یک رمانس سیاسی را نوشت، طنزی سوئیفتی دربارهٔ مقامات دادگاه معنوی که باعث شد کلیسا خواهان سوزانده شدن کتاب شود. استرن به تدریج امکان پیشرفت روحانی خود را از دست می‌داد اما استعداد حقیقی‌اش شکوفا می‌شد. لاورنس در ۴۶ سالگی توانایی واقعی خود را کشف کرد و از آن پس وقتش را صرف نوشتن و ورزش کرد. رابرات دادسی ناشر لندنی نسخه اولیه تریسترام شندی را که به شدت هزل‌آمیز بود اما انسجام نداشت رد کرد. استرن ناامید نشد با اراده قوی‌تر و نگاهی سختگیرانه دوباره شروع به نوشتن کرد. نسخه بازنویسی، همان شاهکاری است که امروز می‌شناسیم.

## جایگاه و تأثیر تریسترام شندی

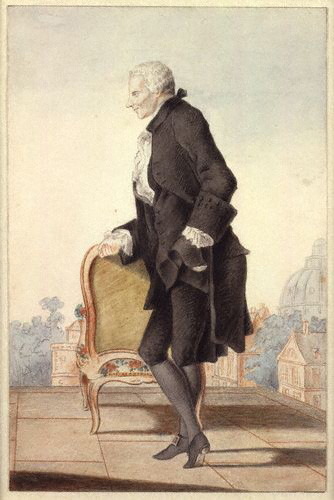
پرترهٔ لورنس استرن، آبرنگ، اثر نقاش فرانسوی لوئی کاربوژی کارمونتل، در حدود سال ۱۷۶۲

نوشته‌های اولیه لورنس استرن به جز مقاله‌های سیاسی در مطبوعات، مجموعه‌ای است از موعظه‌هایش که بیش از هرچیز نشان‌دهنده پرورش روحیه هزل‌پرداز اوست و از ۱۷۴۷ تا ۱۷۵۰ منتشر شده‌است. پیش از زندگی و عقاید آقای تریسترام شندی او یک رمانس سیاسی را نوشت. اما رمان تریسترام شندی نه فقط در انگلستان که در سراسر اروپا مشهور شد و استرن را در ردیف دیدرو و نویسندگان رمانتیک آلمانی قرار داد. کار او همچنین تأثیر قابل توجهی روی نویسنده برزیلی ماشادو د آسیس داشت که خاطرات پس از مرگ کوباس براس را نوشت که در ایران توسط عبدالله کوثری به فارسی ترجمه شده‌است. اما در انگلستان رمان استرن که در آن زمان و روایت نسبت به شکل‌های متعارف روایت، و میزانی از طنز بی‌پرواست به عنوان یک اثر فاسد شناخته شد. منتقد و نویسنده شهیر انگلیسی ساموئل جانسون در ۱۷۷۶ حکم داده بود: هیچ امر عجیب و غیرعادی دیری نخواهد پایید. این کتاب با ذائقه ادبی روزگار استرن هماهنگی چندانی نداشت. اما ولتر استرن را به وضوح بهتر از رابله و گوته او را زیباترین روحی که تا به حال زیسته‌است خواند. همچنین بعد از موفقیت خیره‌کننده تریسترام شندی خیلی آثاری با راویان شندی‌وار منتشر شد و تا امروز هم ادامه دارد.
مدرنیست‌ها بیشترین الهام را از تریسترام شندی گرفتند. نویسندگانی مثل جیمز جویس، ویرجینا وولف و از معاصران دیوید پینچون، دیوید فاستر والاس و ایتالو کالوینو آن را جد تمام رمان‌های پیشروی قرن بیستم می‌داند. نظریه‌پرداز ساختارگرای روس ویکترو اسکلوفسکی هم تریسترام شندی را کهن الگوی رمان، رمان ناب که همه رمان‌های دیگر زیرمجموعه‌اش هستند می‌داند و تریسترام شندی را نمونه‌ای‌ترین رمان تاریخ ادبیات می‌نامد.